# Bischofstor (Bremen)

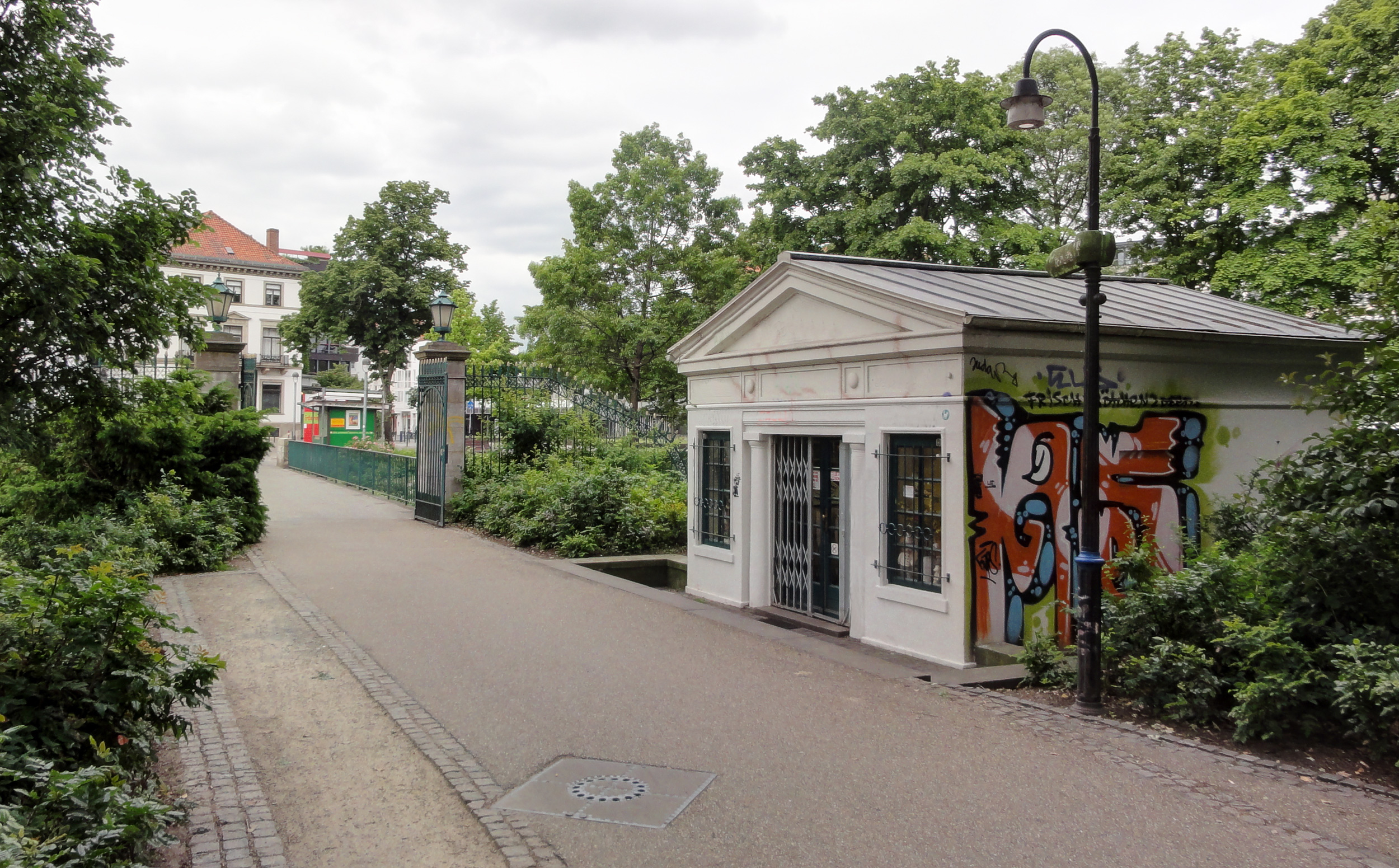
Bischofstor und Torhäuschen, Blick stadtauswärts

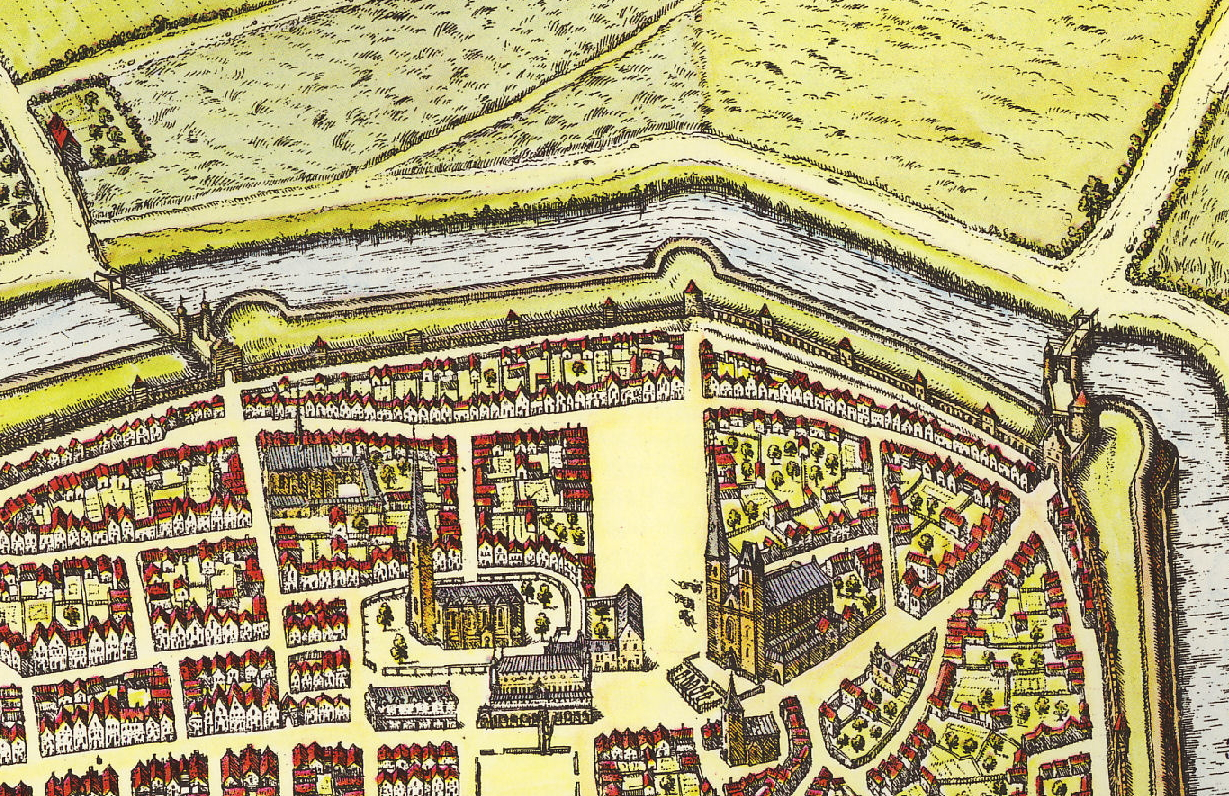
Stadtmauer und erster, einfacher Wall, Stich von Hogenberg 1589

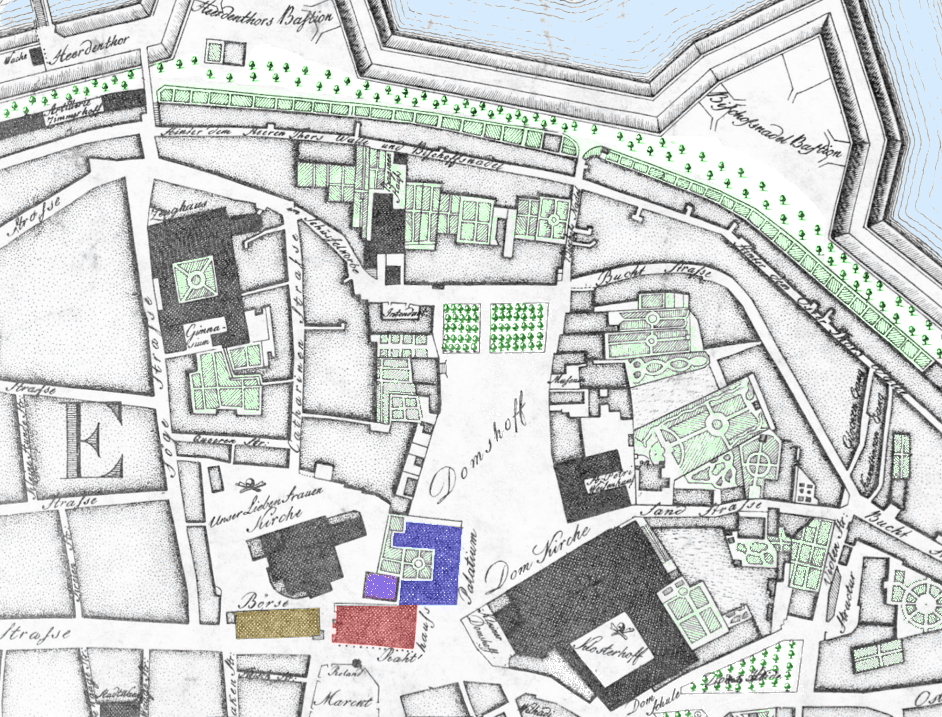
Durchgang von der Bischofsnadel zur ersten Promenade innerhalb der noch intakten Befestigungswälle 1796

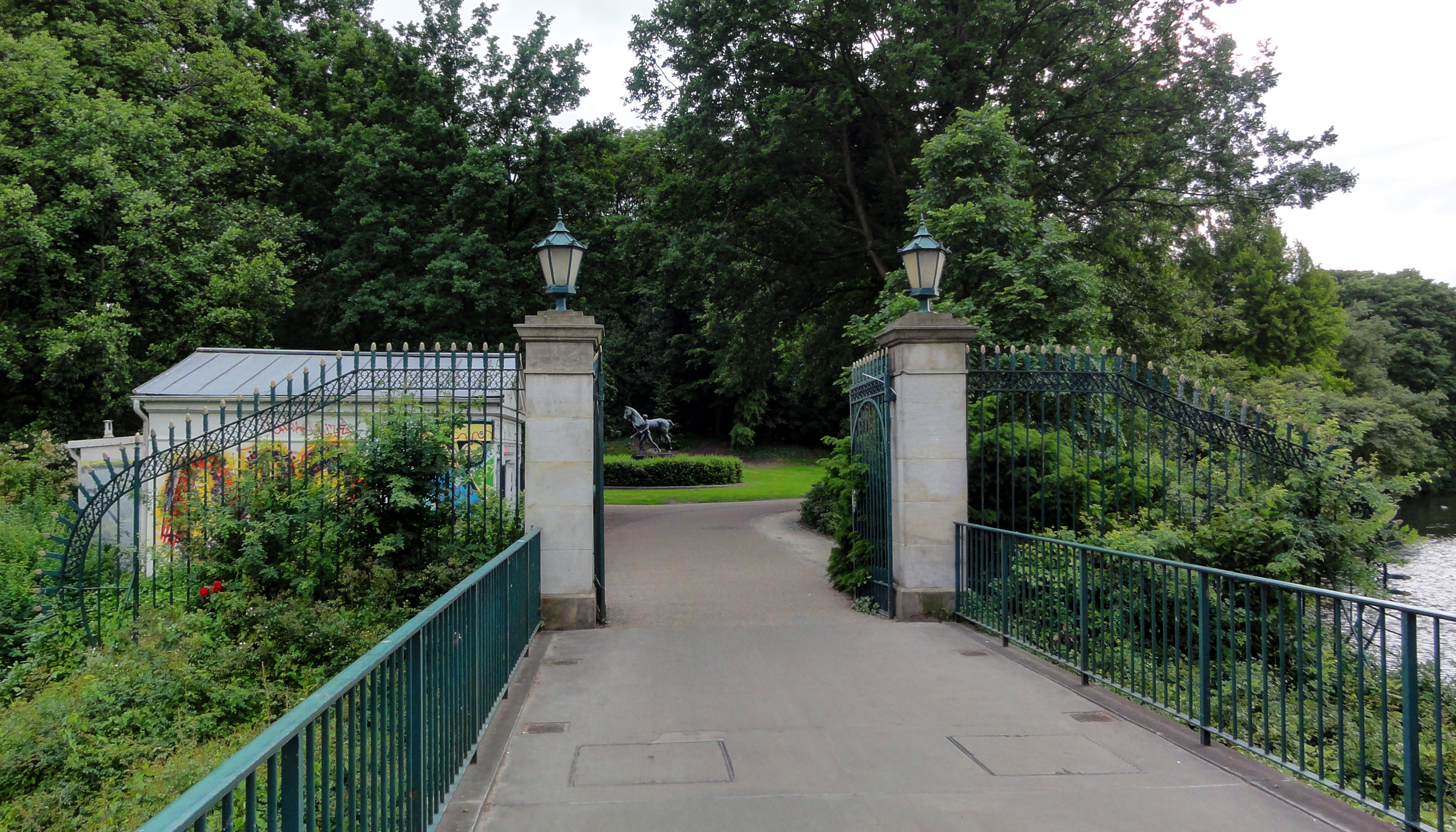
Das Bischofstor in den Wallanlagen, Blick stadteinwärts

Vom Bischofstor in Bremen, das seine jetzige Gestalt 1838 nach einem Entwurf von Baudirektor Friedrich Moritz Stamm bekam, sind originale Teile sowohl in der Rekonstruktion am alten Platz in den Wallanlagen enthalten als auch wesentliche Teile am Eingang zur Egestorff-Stiftung in Bremen-Osterholz zu besehen. Gleichzeitig entstand das zugehörige, seit 1848 als Laden dienende Torhäuschen an der Brücke über den Wallgraben.

## Altes und neues Bischofstor
Als der Befestigungsring um die Bremer Altstadt nur aus der Stadtmauer bestand, gab es für den Dombezirk in dieser Mauer einen eigenen Durchlass, der 1274 erstmals als acus episcopi (‚Bischofsnadel‘) bezeichnet wurde und wohl vom 1826 abgebrochenen Imkenturm gedeckt wurde. Vermutlich hatte die Bischofsnadel keinen eigenen Torturm. Als Natel, verkürzt für „Nadelöhr“, wurden enge Mauerdurchlässe bezeichnet.  Mit der Verstärkung der Befestigung durch einen Wall mit breitem Graben, an dieser Stelle um 1522, verlor die Pforte ihre unmittelbare Verbindung mit dem Umland. „Vor der Bischofsnadel“ blieb als Straßenname für die Verbindung vom Domshof zum ehemaligen Durchgang erhalten. Als die Mauer abgetragen und der Bereich zwischen Häusern und Wall zu Gärten und einer Promenade genutzt wurde, wurde in Fortsetzung der Straße ein Durchgang zu dieser ersten Wallpromenade geschaffen, die heute zur Straße Am Wall geworden ist. Das heutige Bischofstor als Verbindung zur Rembertivorstadt entstand aber erst, nachdem seit 1803 Wall und Graben zu einem Park umgestaltet wurden.

## Geschichte der Torsperre in Bremen
Bis 1766 blieb nachts die Stadt hermetisch verschlossen. Erst mit Beginn des Jahres 1767 wurden Passanten gegen eine Gebühr von zwei Grote für Fußgänger und vier Grote für Reiter an bestimmten Toren hinein- oder herausgelassen. Die in der Franzosenzeit 1812 ganz aufgehobene Torsperre wurde am 1. Mai 1814 wieder eingeführt.
Um die Mitte des 19. Jahrhunderts beschleunigte sich die Bautätigkeit in den Vorstädten, während in der Altstadt immer größere Kontore und Läden die Wohnhäuser verdrängten. 1842 lebten von 50.000 Einwohnern 12.000 in der Vorstadt. Die allabendlich  an der Sperre erhobenen Gebühren brachten 1838 dem Staat 15.000 Taler Einkünfte. Mit dem Bahnanschluss Bremens im Jahr 1847 war die Zeit der Stadttore und Torsperren abgelaufen. Doch erst als der Unwille der Bevölkerung über diese unnütz gewordene Einrichtung im Revolutionsjahr 1848 zu wiederholten Tumulten (6. März und 8. August) vor den Wachthäuschen führte, wurde die Torsperre noch im gleichen Jahr aufgehoben. Die Torsperre in Hamburg blieb noch bis 1860, die in Lübeck bis 1864 bestehen.

## Geschichte des neuen Bischofstors
Bei der spontanen Entfestigung der Wallanlagen unmittelbar nach dem Abzug der Franzosen im Oktober 1813 hatte der Stadtgraben vor der Bischofsnadelbastion eine Engstelle bekommen, vorübergehend sogar einen Damm. Hier wurde 1814 das neue Bischofstor gebaut, bestehend aus einer Fußgängerbrücke und einem an schlichten Steinpfeilern hängenden hölzernen Tor. Der Bremer Baudirektor Friedrich Moritz Stamm ergänzte die Anlage 1838 durch Laternen auf den Pfeilern, schmiedeeiserne Torflügel und seitliche Eisengitter. Gleichzeitig wurde ein neues Wachhaus errichtet, entgegen Stamms erstem eklektizistischem Entwurf in sehr einfachem aber reinen Klassizismus. 1848 wurden Wachhaus und Gittertor durch die ersatzlose Aufhebung der nächtlichen Torsperre nutzlos.

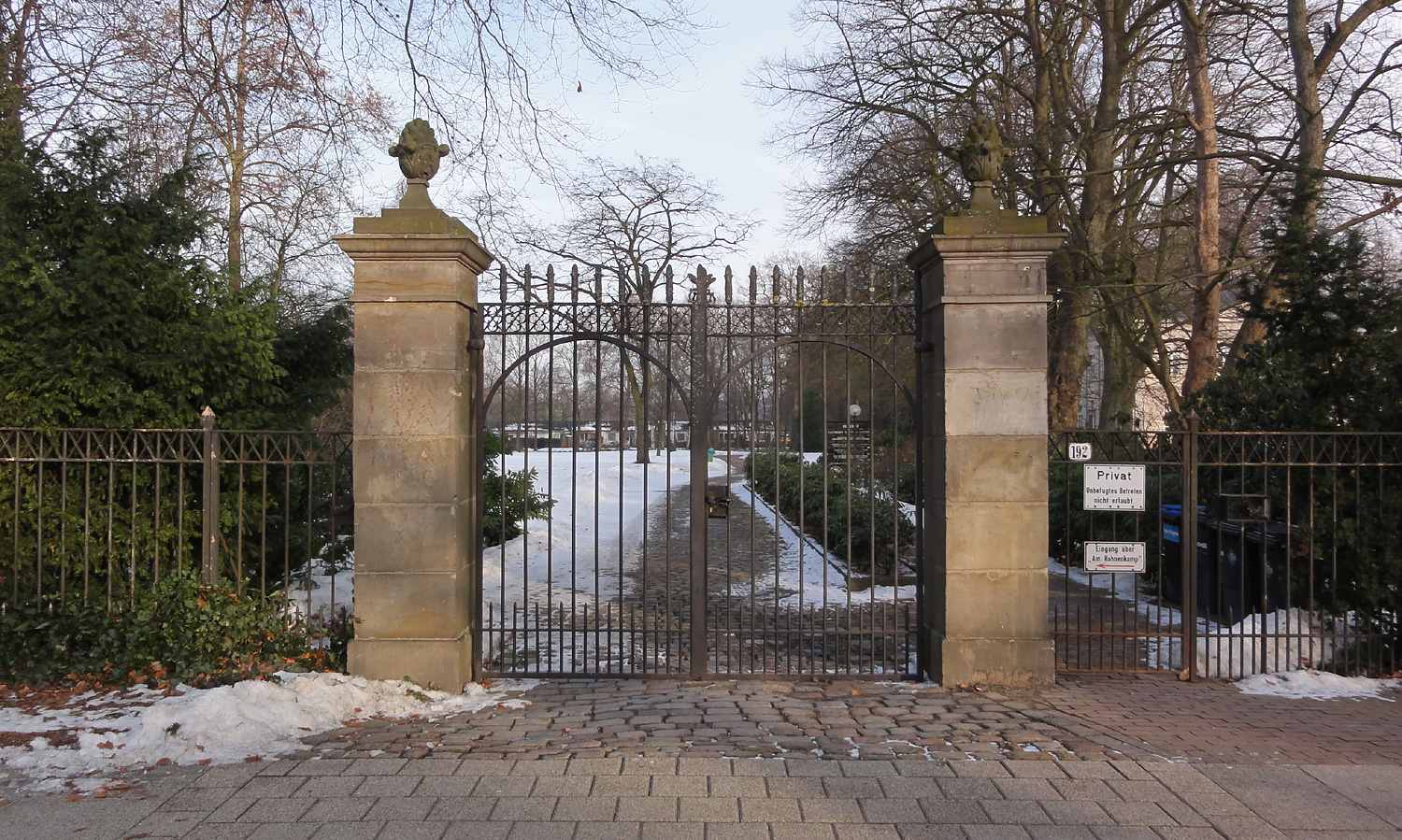
Das Bischofstor an der Osterholzer Heerstraße

Das Wachthäuschen wurde noch im gleichen Jahr als Ladenlokal verpachtet, Sandsteinpfeiler und Gitter erwarb Senator Oelrichs für den Zugang zu seinem Landgut an der Osterholzer Heerstraße. 1892 ging der Besitz des Gutes an Johann Heinrich Egestorff über, der den Besitz dem Bremer Staat zur Errichtung eines Altenheims vermachte. 1912 bildete das erneut umgestellte Tor den Eingang zur Egestorff-Stiftung. Die abgängigen Laternen wurden durch steinerne Pinienzapfen ersetzt, die von abgebrochenen Bremer Bürgerhäusern stammten.
Als die Brücke von 1814 im Jahr 1955 durch eine neue ersetzt wurde, holte der Bremer Denkmalpfleger Rudolf Stein das Gitter an die Wallgrabenbrücke zurück. Die alten Pfeiler beließ er in Osterholz und stellte in den Wallanlagen Repliken auf, die er auch wieder mit Laternen bekrönte. Als Teil des Ensembles „Wallanlagen“ steht die Anlage unter Denkmalschutz. Die Pfeiler in Osterholz erhielten Türflügel aus überzähligen Abschnitten des Gitters.